# Jungfernstein (Tröbigau)
Der Jungfernstein ist ein 373 Meter hoher Berg in der Oberlausitz.
Er befindet sich nördlich der Ortschaft Tröbigau und fügt sich in den Ostausläufer des Westlausitzer Hügel- und Berglandes zwischen Tröbigauer Berg und Tröbigauer Butterberg ein. Sein Gipfel ist bewaldet und das Gebiet um ihn herum dient als Rückzugsraum für Tiere. Menschen werden darauf hingewiesen, dies zu berücksichtigen und dieses Gebiet deshalb möglichst nicht zu betreten.

## Namensherkunft
Die Herkunft des Namens Jungfernstein geht vermutlich auf die Sage vom Dreisesselstein zurück, in der die Höhlen dieses Berges als Wohnort der drei Töchter des Berggeistes erwähnt werden.

## Hydrologie
Westlich des Gipfels in Richtung Tröbigauer Berg befinden sich die sogenannten Tocken. Diese sind eine nicht genau auf einen Punkt festzulegende Helokren-Quelle, aus der ein Quellarm des Schwarzwassers hervorgeht, der sich im Tröbigauer Oberdorf mit dem vom Hohen Hahn kommenden Hauptarm vereint.

## Steinbrüche

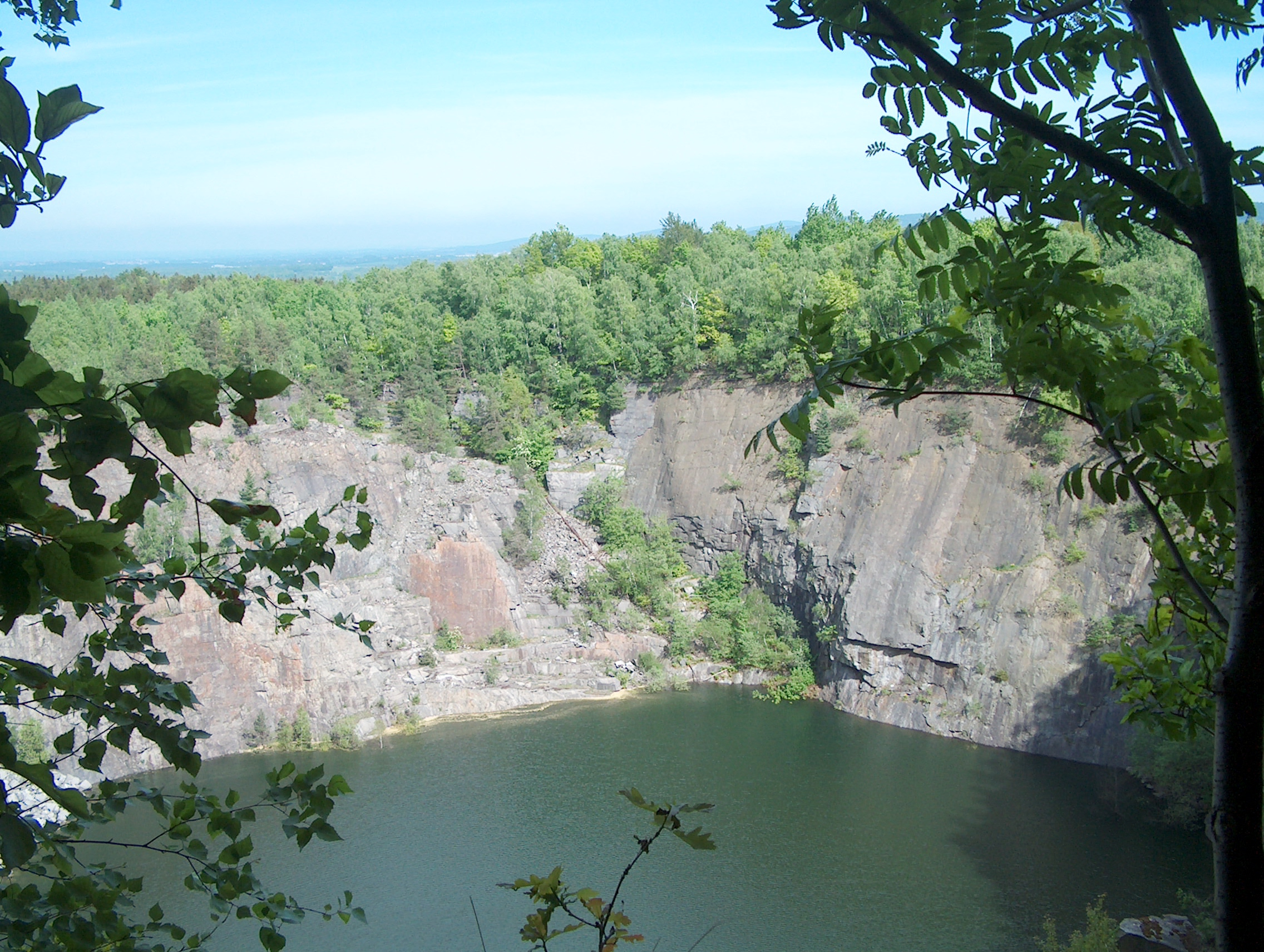
Restloch der Steinbrüche am Jungfernstein

Neben dem Tröbigauer Berg war der Nordhang des Jungfernsteins eine der ersten Stellen im Klosterberggebiet, an der man begann, den Lausitzer Granit abzubauen. 1840 wurde durch die Familie Ackermann aus Gaußig der Steinbruch Großer Jungfernstein eröffnet. 1872 kam der von den Schmöllner Familien Haufe und Lincke betriebene Bruch Kleiner Jungfernstein hinzu, sowie 1890 der Bruch Jungfernstein von Ernst Eisold aus Demitz-Thumitz. Die drei Brüche lagen dicht beieinander, so dass heute von allen ein gemeinsames mit Wasser gefülltes Restloch geblieben ist.